# Kilkee

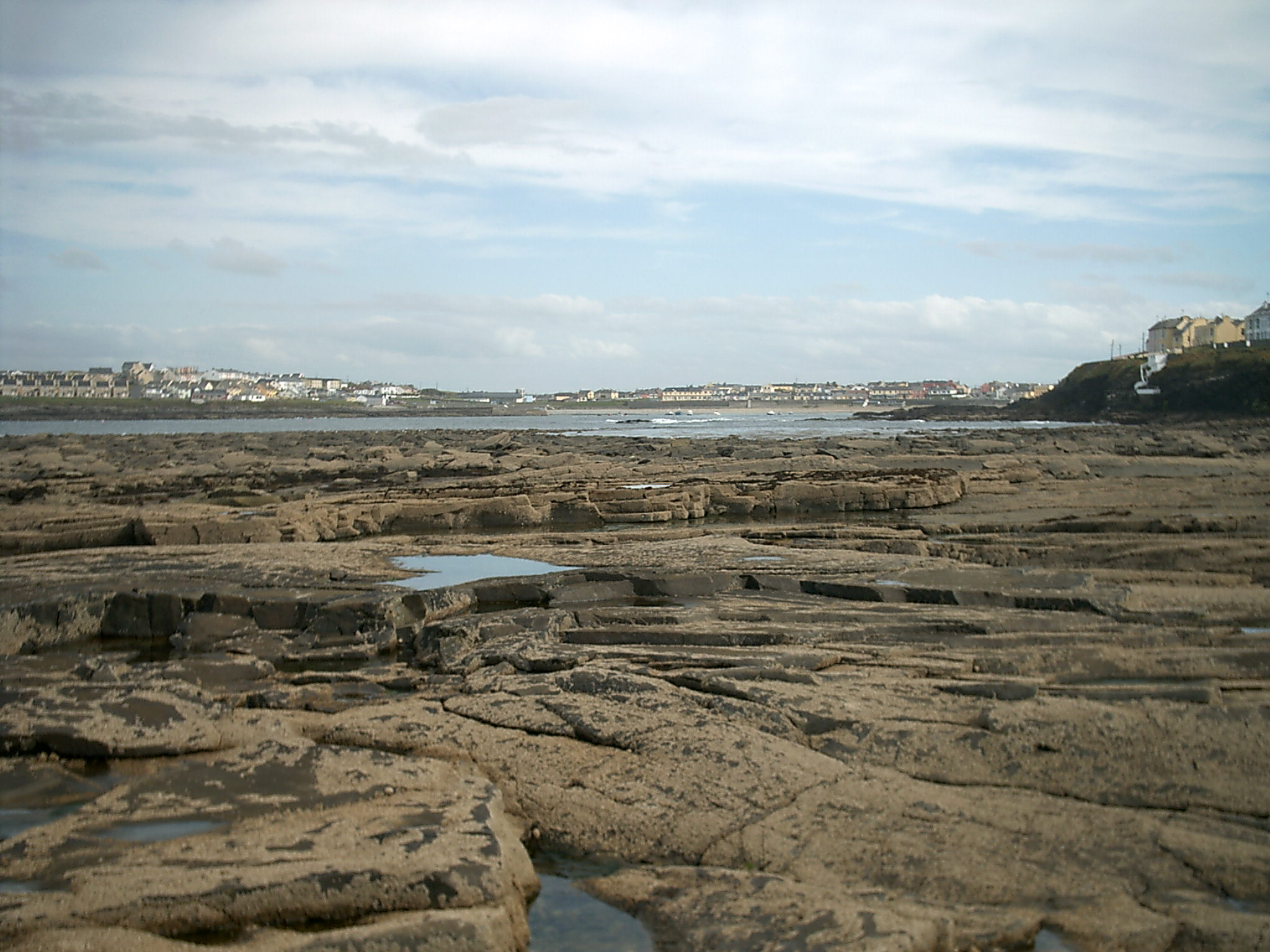
Das Duggerna Riff vor Kilkee
Blickrichtung: Von Westen nach Osten, also vom Atlantik auf die Stadt

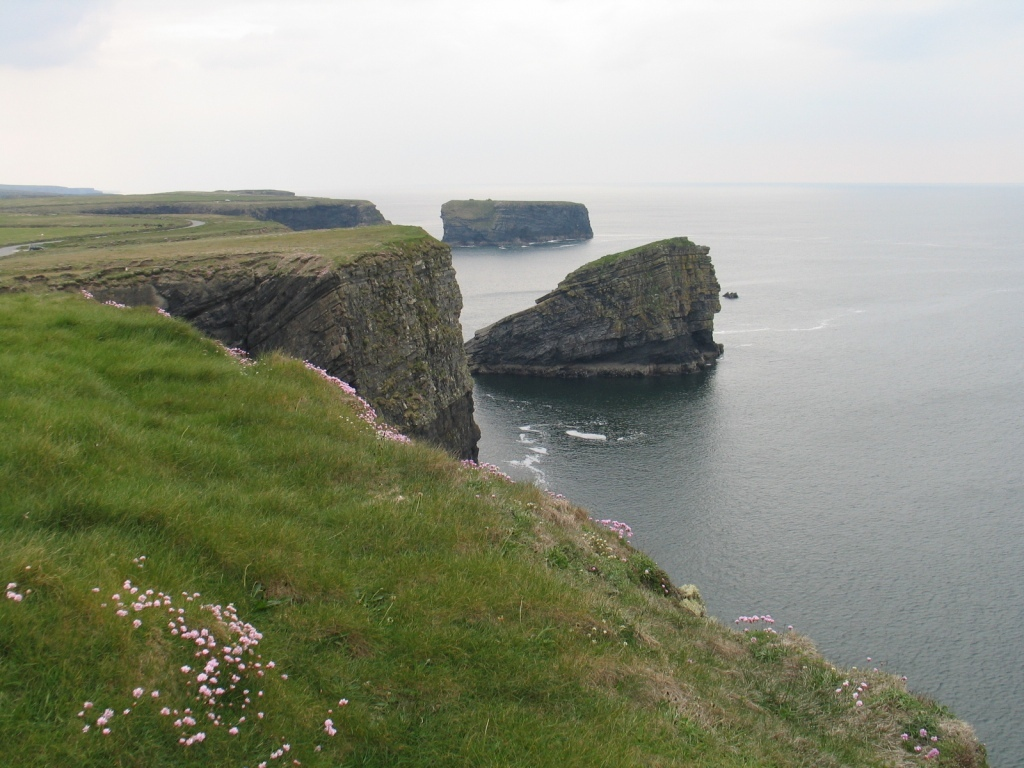
Cliffs of Kilkee

Kilkee (irisch Cill Chaoi) ist während der Urlaubssaison ein lebendiger Küstenort am Atlantik und liegt direkt an der Nationalstraße N67 in der Grafschaft Clare im Westen der Republik Irland. Kilkee ist einer der Haupt-Urlaubsorte in Irland und hat 1214 Einwohner (2022).
Der Ort Kilkee wird erstmals im 14. Jahrhundert als Cill Chaoidhe (St. Caois Kirche) erwähnt. Die Burg von Kilkee wurde im späten 15. Jahrhundert von den MacSweeneys als Lehensgebäude erbaut und später von den O’Briens genutzt.
Neben einigen modernen Einschlägen bewahrt sich der Ort einige der viktorianischen Gebäude aus dem 19. Jahrhundert. Die über einen Kilometer lange Horseshoe Bay (dt. „Hufeisenbucht“ – offizieller Name ist Moore Bay – rund wie der Rest eines Einschlagkraters) wird vom Duggerna Riff vom Atlantik geschützt – daher ist der Strand zum Baden für jedes Alter geeignet. Kilkee erhält regelmäßig die Auszeichnung Blue Flag von der Europäischen Kommission, d. h. eine Auszeichnung für besonders sauberes Wasser. Neben dem Baden am Strand können auch die Pollock Holes (natürlich entstandene Felsbecken am Westrand der Stadt, die bei jeder Flut mit neuem Wasser versorgt werden) oder das New Found Out (ein Sprungbrett in 13 Metern Höhe über dem Atlantik) für eine Erfrischung genutzt werden. Daneben gibt es noch die Höhlen Byrnes Cove und Paradise Cove. Zwei Kilometer vor der Küste liegt die Felseninsel Bishop’s Island.
Kilkee bietet sich als Ausgangspunkt für Fahrten auf die Halbinsel zum Loop Head an. Die Straße zum Loop Head führt an einer felsigen Küste mit zahlreichen Klippen, den Cliffs of Doneen, entlang. Die Klippen erreichen eine Höhe von bis zu 80 Metern und bilden beeindruckende Felsformationen.
Die Stadt war einst eine von zwei Endhaltestellen der schmalspurigen West Clare Railway aus Ennis – die andere war die Nachbarstadt Kilrush.

## Sportliche Aktivitäten
Kilkee ist eine Hochburg für Taucher. Das Tauch- und Wassersportzentrum ist umfangreich ausgestattet und damit Anlaufstelle sowohl für Anfänger als auch Experten. Tauchgänge können in Tiefen von 10 Metern bis zu 45 Meter erfolgen. Das mannigfaltige Meeresleben zieht Taucher aus der ganzen Welt an.
Nahe Kilkee befindet sich ein 18-Loch-Golfplatz. Vom ersten und zweiten Abschlag blickt man direkt über den Atlantik, und vom dritten Abschlag über die Chimney Bay.

## Persönlichkeiten
- Charles Fitzgerald (1791–1887), britischer Marineoffizier und Kolonialgouverneur
- Madeleine Taylor-Quinn (* 1951), Politikerin